# Molophilus falculus
Molophilus falculus är en tvåvingeart som beskrevs av Alexander 1957. Molophilus falculus ingår i släktet Molophilus och familjen småharkrankar.
Artens utbredningsområde är Pakistan. Inga underarter finns listade i Catalogue of Life.